# 長澤ゆき
長澤 ゆき（ながさわ ゆき、 1981年1月31日みずがめ座 – ）は、タイムリーオフィス所属のラジオパーソナリティ、レポーター、タレント。
東京都出身、血液型はO型、身長161cm。

## 人物・エピソード
- 目が大きく、チャーミングな声が特徴である。
- 歯科衛生士免許、ダイビング（アドバンス）、サッカー4 級審判員の資格を取得している。
- 高校時代にアメフト部を応援するチアリーディングを4年間していた。チアリーディングの衣装は文化祭のときに盗難され現存はしていない。
- その他の特技にスノーボード、フットサルがある。
- 趣味はスポーツ観戦（アメリカンフットボール、野球、サッカー）
- 2010年4月からパーソナリティを務めるTHE FLINTSTONEは世界の環境、自然をテーマに18年も続く長寿番組である。[1]。
- THE FLINTSTONEの初登場は2009年10月11日の「SEA TO SUMMIT」の取材レポーターとして登場した。[2]。
- 「早瀬俊行のたいむりぃっすん！〜しゃべってナンボ！」の2010年6月6日の第50回目の放送にゲストとして招聘され、所属事務所であるタイムリッスンの出世頭と紹介された。[3]。
- HomeTown さいたまのナビゲーター就任時には「さいたまのサプリをお伝えしたい」と意気込みを語っている。
- 日栄洋佑と長澤ゆきのたいむりっすん！「おすすmen♂盛りあgirl♀」では、ラップ調で身近なおすすめ情報を伝えた。[4]。
- 打田マサシと長澤ゆきの「大日本マニアック商社」では、数多くのマニア向けテーマを取り上げた[5]。
- モンベルの「トライ&キャリー2010」では、初めてのフリークライミング体験や、モンベル会長の辰野勇とシーカヤック体験をした。[6]。
- 神奈川の保険代理店「エクセルライフ」を取材したときに、視線を合わせるのが恥ずかしい程の魅力があると言われた。[7]。
- エフエム世田谷の2010年1月18日 (月)「オープンサロン834」では、休暇した光部愛のピンチヒッターを務めた。通常はオープンサロン月曜日の「クチコミレンジャー」である。
- エフエム世田谷の「オープンサロン834」のパーソナリティである光部愛の誕生日(2009年時)にはハーブショップカリス成城のハーブソルトをプレゼントした。

## 現在のレギュラー担当・出演番組

### ラジオ
- THE FLINTSTONE（ベイエフエム、2010年4月 -2019年9月 )、パーソナリティ

## 過去のレギュラー担当・出演番組

### テレビ
- HomeTown さいたま（J:COMMUNITY さいたま、2010年4月 -2012年3月 )、ナビゲーター[8][9]

### ラジオ
- 「HOMETOWN 相模原・大和」レポーター(ジェイコム関東)
- 「オープンサロン834」レポーター(エフエム世田谷　)
- 「防災訓練特番」レポーター(調布エフエム、エフエム世田谷)

### ポッドキャスト
- 「ウマニティのプロ予想家が優しく教える　競馬夏期講習」（ウマニTV）
- 「大日本マニアック商会」（ポッドキャストバラエティ たいむりっすん）

### アシスタント
- NECカップ囲碁トーナメント戦　決勝大会　アシスタント